# Habushu
 (juillet 2021).

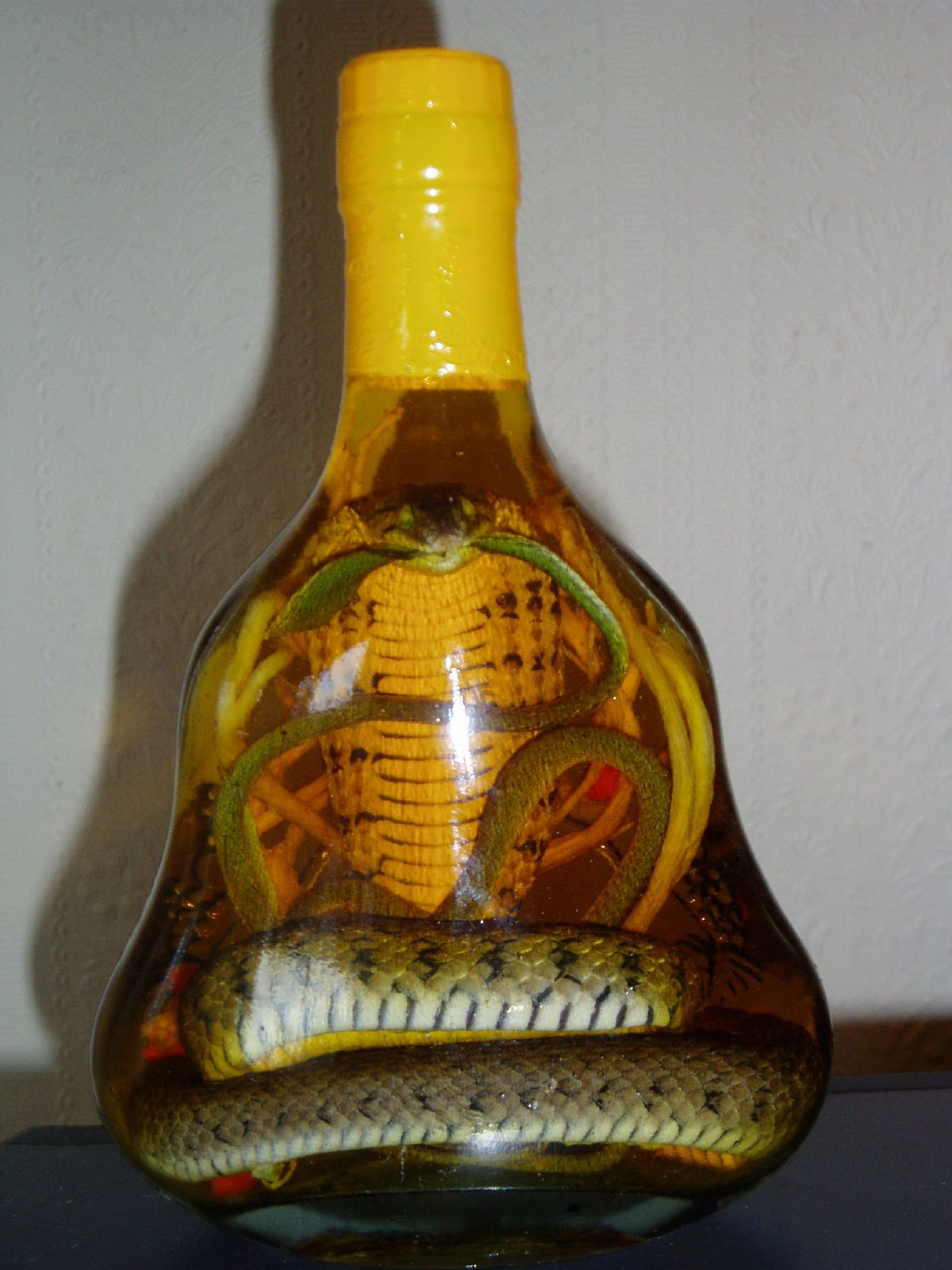
Alcool de serpent.

Le Habushu (ハブ酒), également vendu sous le nom de saké habu ou vin de serpent d'Okinawa, est un alcool de serpent. Ce type de boisson alcoolisée se caractérise par la particularité d'avoir le corps d'un serpent dans la bouteille. Habushu utilise le serpent habu Protobothrops flavoviridis - une espèce de la sous-famille des vipères à fosse - endémique des îles japonaises de Ryūkyū du Japon. Cette boisson est produite dans la préfecture d'Okinawa.

## Fabrication
La base du Habushu est la liqueur Awamori, un distillat fabriqué à partir de riz long grain japonais. Celle-ci est mélangée à des herbes et du miel, ce qui donne une couleur jaune d'or. Un serpent est ensuite placé dans la liqueur jusqu'à ce qu'il soit vendu. L'animal est préparé par le producteur de différentes manières : Une méthode consiste à le noyer dans la liqueur et à le sceller dans la bouteille. Une autre méthode consiste à étourdir l'animal avec de la glace, à le vider et à le mettre dans de l'éthanol. Ici, le serpent est placé dans une solution d'alcool à 59 % pendant environ 40 jours, puis dans un mélange d'Awamori à 35 %. La seconde méthode est censée réduire l'odeur âpre inhérente à la boisson, car les entrailles sont retirées au préalable. Selon la recette, l'awamori est souvent infusé avec du riz pilé et un moule avant d'être transporté dans l'entrepôt pour vieillir. Selon la marque, l'animal est encore dans la bouteille au moment de la vente, tandis que d'autres ne vendent que la liqueur.

## Le serpent
Sous le nom latin de Trimeresurus flavoviridis, le serpent habu appartient au genre des vipères bambou, qui sont subordonnées aux crotales. Cependant, la systématique exacte des crotales fait toujours l'objet de recherches actuelles. Lors de la dernière mise à jour, le serpent habu est classé comme Protobothrops flavoviridis dans le genre Protobothrops, qui fait également partie de la sous-famille des crotales.
Les habus sont des serpents venimeux et vivent dans les îles Ryukyu, notamment Okinawa et Amami. Leur venin provoque des symptômes tels qu'une hypotension artérielle, des vomissements et une paralysie après une morsure, et peut être fatal dans certains cas.
Les plus gros vendeurs de habushu utilisent près de 5 000 serpents habu par an. Lorsque les animaux sont trempés dans l'alcool, le venin est censé s'inactiver avec le temps et devenir propre à la consommation. Dans la croyance populaire, la liqueur aurait un effet stimulant sur la libido, car le serpent soutiendrait un acte d'accouplement jusqu'à 26 heures.